# Friedrich August von Heydwolff
Friedrich August Bogislaw von Heydwolff (* 20. Oktober 1778 auf Gut Germershausen; † 31. Dezember 1858 ebenda) war ein deutscher Gutsbesitzer und Abgeordneter der kurhessischen Ständeversammlung.

## Leben

### Herkunft und Familie
Friedrich von Heydwolff war der dritte Sohn des Wilhelm Carl Georg Leonhard von Heydwolff (1748–1778) und dessen Gemahlin Dorothea Caroline von Zenge (1753–1817). Einer seiner Vorfahren, der Marburger Kaufmann Johann Heydwolff, kaufte im Jahre 1511 das Gut Germershausen, das seitdem im Familienbesitz ist. Mit dem Kauf erwarb er auch den erblichen Adelsstand. Familienmitglieder waren Angehörige der Althessischen Ritterschaft.
Im Juni 1804 heiratete Friedrich in Soest Luise von Bockum gen. Dolffs (1785–1810). Aus der Ehe ging die Söhne Theodor (1805–1808) und Ludwig (1807–1885) hervor. Nach dem Tod seiner Frau heiratete Friedrich im Jahre 1818 Henriette von Szerwansky (1792–1865). Aus der Ehe ging fünf Kinder hervor, darunter der Sohn Heinrich (1823–1886).

### Wirken
Friedrich war Gutsbesitzer und kurhessischer Hauptmann. 1831 erhielt er als Vertreter der Ritterschaft ein Mandat in der kurhessischen Ständeversammlung. Dieses Gremium wurde 1830 zur Beratung und Verabschiedung einer Verfassung (Inkrafttreten 1831) ins Leben gerufen und löste faktisch die Landstände der Landgrafschaft Hessen ab. Friedrich blieb bis zum Jahre 1838 in dem Parlament.